# Hilo Hawaiians
Die Hilo Hawaiians war eine deutsche Schlager-Band, die in den späten 1950er und den 1960er Jahren aktiv war und Musik im Stil der zum damaligen Zeitpunkt aktuellen und durch hawaiische Musik geprägten Tiki-Kultur produzierte. Gemeinsam mit anderen Bands dieses Genres wie dem Hula Hawaiian Quartett waren sie in Deutschland sehr erfolgreich.

## Geschichte
Die Band wurde von William Christopher Enoch Brown III, kurz Bunny Brown, der in Hilo auf Hawaii geboren wurde, Mitte der 1950er Jahre gegründet. Weitere Mitglieder waren seine Söhne Boysen, Bobo und Bill sowie seine Cousins Thomas "Kihei" Brown and Buddy Brown. Ihre erste Single Domingo Santo Domingo erschien 1955 und wurde ein Nummer-eins-Hit in Deutschland. Sie führte die Singlecharts im November 1955 an. In den 1960er-Jahren veröffentlichte die Band mehrere Alben mit Liedern über Hawaii.

## Diskografie

### Alben
- 1961: The Splendor Of The Islands (Decca)
- 1962: Memories Of Hawaii (Decca)
- 1968: Honeymoon In Hawaii	(Hawaii Hosts)
- Bunny Brown's Hilo Hawaiians[2]

### Singles
| Jahr | Titel Album                   | Höchstplatzierung, Gesamtwochen, AuszeichnungChartsChartplatzierungen (Jahr, Titel, Album, Platzierungen, Wochen, Auszeichnungen, Anmerkungen) | Anmerkungen                                                         |
| Jahr | Titel Album                   | DE | Anmerkungen                                                         |
| ---- | ----------------------------- | --- | ------------------------------------------------------------------- |
| 1955 | Unter Palmen am Meer          | DE12 (4 Wo.)DE | B-Seite: Tahiti, fernes Land 7", Single und 10", Shellac; Electrola |
| 1955 | Domingo Santo Domingo         | DE1 (23 Wo.)DE | B-Seite: Ein Weisses Schiff 7", Single; Electrola                   |
| 1957 | Es waren einmal drei Matrosen | DE22 (4 Wo.)DE |                                                                     |
| 1957 | Koli Kolibri aus Tahiti       | DE27 (4 Wo.)DE | mit Ali’s Hawaiian Serenaders                                       |
| 1962 | Sarie Marei                   | DE11 (8 Wo.)DE | B-Seite: Rolling Home To Waikiki                                    |

## Belege
1. ↑  Hula Hawaiian Quartett bei Discogs
2. ↑  Bunny Brown's Hilo Hawaiians auf discogs.de
3. ↑  Chartquellen: DE